# 瓦爾代伊弗斯基修道院
瓦爾代伊弗斯基修道院  是一座俄罗斯东正教修道院，由尼孔主教于1653年创辦。修道院位于俄罗斯諾夫哥羅德州瓦爾代區瓦爾代湖的一个岛上。
修道院得名于阿索斯山上的伊维龙修道院。瓦爾代伊弗斯基修道院修道院中的Panagia Portaitissa圣像一直保存到1920年代。伊维龙修道院的名字則起源于格鲁吉亚歷史上的一個王国。